# Thom Hoffman
Pour les articles homonymes, voir Hoffman.
Thomas Antonius Cornelis Ancion, dit Thom Hoffman, né à Wassenaar (Pays-Bas) le 3 mars 1957, est un acteur et photographe néerlandais.

## Filmographie partielle

### Comme acteur

#### Au cinéma
- 1983 : Le Quatrième Homme
- 1987 : La Famille Van Paemel
- 1989 : Force majeure
- 1989 : Rituelen de Herbert Curiël
- 1991 : Eline Vere de Harry Kümel :
- 2003 : Dogville
- 1992 : Orlando : le roi Guillaume III d'Orange
- 2006 : Black Book de Paul Verhoeven
- 2010 : Sintel
- 2013 : La Marque des anges

#### A la télévision
- 1995 : Wolff, police criminelle (épisode 16, Silke, 1995)

### Comme réalisateur
- 1992 : De domeinen ditvoorst (documentaire)

### Doublage
- 2008 : Kung Fu Panda :Crane